# 余詠珊
余詠珊（英語：Sandy Yu Wing San，1959年9月10日—），香港資深傳媒人、電視創作人，前任香港無線電視助理總經理（非戲劇製作）。她曾任職香港無線電視、亞洲電視、香港有線電視、壹電視等傳媒機構，參與構思、製作多個知名綜藝資訊節目，如《今日睇真D》、《亞洲先生競選》、《尋找他鄉的故事》等。其丈夫為唱片公司高層何哲圖。現為有線寬頻旗下香港有線娛樂有限公司總經理、好好製作集團有限公司行政總裁，主力為HOY TV等合作夥伴製作綜藝節目。

## 經歷
余詠珊1976年畢業於新界鄉議局元朗區中學中五年級，1977年中六畢業便報讀香港浸會學院，1981年畢業於傳理系，主修電影。她於1980年代加入香港無線電視，連同林超榮、王晶等一併成為綜藝組的編劇、策劃，是香港著名電視劇及電影編劇陳翹英先生的徒弟。
1988年，余詠珊過檔亞洲電視，擔任資訊科經理，為亞視創作香港電視史上首檔資訊直播節目《今日睇真D》。
2000年，余詠珊加入東方魅力，負責建設東魅網，科網熱潮爆破後轉到香港有線電視，主理有線娛樂新聞台，成功開發24小時滾動式娛樂新聞節目的模式，培養出香港第一代娛樂主播。
2004年，余詠珊回巢香港無線電視，為無線收費電視創辦了香港第二條全天24小時播出的華語娛樂新聞頻道——TVB娛樂新聞台，更製作《志雲飯局》等多個娛樂節目。
2008年，余詠珊過檔到黎智英的壹傳媒集團，為壹傳媒開闢在臺灣的電視市場，更成功創辦壹電視。
2011年12月，余詠珊再次回歸香港無線電視，接掌何麗全離任後一直空缺的綜藝科總監一職，2015年升任助理總經理（非戲劇製作），掌管無綫電視綜藝部門十年之久，推出big big channel及big big shop。2021年2月，由助理總經理（非戲劇製作）轉為助理總經理（業務發展），並於2021年4月辭職。
2021年，自資成立製作公司好好製作，為有線寬頻的免費電視頻道香港開電視（HOY TV）製作節目，如《就是青春》、《疫境中的餐桌》等。
2023年，與丈夫何哲圖正式入主有線寬頻擔任高管，負責節目製作。

## 爭議
余詠珊的「愛將」主要以有線幫和亞視幫為主，而近年來一些娛樂報章的相關報導基調皆以「余詠珊偏私愛將」為主，引起部分網民反感，亦令一些員工心淡離巢，造成大量台前幕後人才流失，間接電視質素下降。過去曾在港台節目《鏗鏘集》批評無綫電視的管理層做法影響電視業界生態，但自2012年重返無綫電視任職管理層卻進行多項削減資源的舉動，令電視界退步。

### 「余黨」當權
2011年12月，因前無綫電視總經理陳志雲離任，余詠珊再度回巢，接替何麗全離任一年多後一直空缺的非戲劇製作總監一職。余詠珊回巢無綫後，深得無綫最大股東「殼王」陳國強的信任，打破了樂易玲與曾勵珍多年爭權的局面，致使這兩者勢力逐步瓦解。
余詠珊加盟無綫後，決心為電視台大改革，不單插手綜藝及音樂節目，連兒童節目及藝員部也由她進行改革，在位期間卻進行多項削減資源的舉動。
為提攜昔日愛將，余詠珊在任期間給予大量資源力捧其愛將，近年大部分非戲劇製作（包括綜藝節目、音樂節目、兒童節目、青少年節目和慈善節目）均安排有線幫、後生仔KOL、星夢歌手等參與，導致一些藝人因工作量減少而離巢。
與此同時，余詠珊亦向戲劇組助理總經理曾勵珍旗下監製埋手，單刀直入要求起用自己愛將：前亞視及有線藝人，如萬綺雯、田蕊妮、黃翠如、洪永城等人。
余詠珊在位期間，無綫的綜藝節目質素被指節目內容了無新意，將受歡迎節目開拍續集被觀眾批評欠新意。另外，余詠珊的丈夫、資深音樂人何哲圖在妻子回巢無綫後，於2013年成立星夢娛樂，重用「巨聲幫」、「星夢幫」和原星煥國際旗下歌手。
而無綫與四大唱片公司的關係在HKRIA版權風波曾一段時間未正常化。星夢娛樂亦重點捧部分歌手，一些旗下歌手被冷落或星夢的理念與該歌手不符（如許廷鏗）。所以旗下歌手通常很遲才出專輯或EP，而且旗下歌手通常只是主打唱劇集歌曲，較少有非劇集歌曲。這一點與星夢成立前劇集歌曲找其他公司歌手主唱不同，亦因此令其他公司與無綫鬧翻，及星夢歌手認為發展有限因而離巢。
無綫的音樂節目形象被指低落。雖然在2017年起推出的《流行經典50年》引起不少迴響，但該節目基本上都是唱懷舊歌為主，更會出現同一首懷舊曲多年來多次被演唱卻只是更換演唱歌手的情況。
值得一提的是，在《萬千星輝頒獎典禮2013》中，不少獲獎的藝人都公開感謝余詠珊（Sandy）的支持與提攜。其中憑劇集《巨輪》榮獲「雙料視后」的前亞視藝人田蕊妮，之後更重返樂壇，出新專輯，每年亦有拍攝新劇集，2015年再憑劇集《鬼同你OT》，與同劇另一女主角胡定欣在《TVB 馬來西亞星光薈萃頒獎典禮2015》中因票數相同而齊獲視后。有指田蕊妮與時任無綫電視助理總經理余詠珊關係密切，而事實上田蕊妮亦是余詠珊入主亞視期間提攜及捧紅的「亞視花旦」之一，因而被歸為「余黨」被極力捧的亞視幫成員，《巨輪》亦被視為「余黨」大勝及逐步當政的一大轉折點。
2015年12月，《蘋果日報》披露余詠珊向時事資訊節目《東張西望》一班舊主持「開刀」，換入從有線過檔的李潤庭、陳貝兒及林溥來接替主持，舊主持黎芷珊、陳倩揚、麥雅緻、林映輝和蓋世寶等全被調離，是繼2014年年底兒童節目《放學ICU》變革之後，余詠珊又一次玩改朝換代的遊戲，但不少網民稱這個所謂的「改革」新不如舊。

### 與曾志偉不和
2013年，曾志偉為TVB執導的電視劇《女人俱樂部》，找來不少外援回TVB拍劇，但在選定年輕版的女角時被余詠珊介入，曾志偉的好友陳百祥及黃柏高旗下的女藝人都被踢出局，反而余詠珊老公何哲圖旗下藝人就順利入圍，曾志偉亦無權決定。最後余詠珊揀選了星煥旗下Super Girls的Heidi和Cheronna擔正。而一度入圍、黃柏高旗下的女子組合As One則被踢出局，陳百祥旗下的更無緣試鏡。
此外，該劇最後卻被安排於2014年4-5月的淡季播映，曾志偉認為該劇卡士新鮮，劇情又有共鳴，應該放在暑假或台慶月等黃金時段播，不過暗指余詠珊出手阻止，最終也要讓步。雖然該劇被安排於淡季播映，但播出之後卻引起不少迴響。有網民認為，如果該劇放在暑假甚至台慶劇檔期播出，收視可能會更高。
後來，曾志偉亦公開指無線解僱員工一事，直指余詠珊不近人情，其好友譚詠麟也指在巴西拍攝世界盃時，騷錢極少，余詠珊為大台創建的慳錢行動。此後志偉曾多次爆港姐騷「慘不忍睹！」，曾一段時間沒有為港姐擔任司儀，在表演亦不見蹤影，關係正式決裂，志偉的愛將亦一一離巢。

### 音樂製作
2013年10月，樂易玲的愛將無綫音樂總監鄧智偉，與葉肇中在內的四位助手齊齊劈炮，有傳事件與無綫新成立的唱片公司星夢娛樂將由余詠珊老公何哲圖入主有關，有指鄧請辭是想一鑊翹起TVB。同時，亦有傳林峯會包起合作無間的鄧智偉搞公司大展拳腳。其後鄧智偉與莊冬昕另外合作開設公司當老闆。

### 裁員益老公風波
2014年10月，壹週刊報導余詠珊早前被指向無綫獻計裁員，以圖將節目外判給丈夫何哲圖旗下公司謀利益，更因此與曾志偉交惡。由於此次TVB裁員風聲鶴唳，網民得悉後立即力斥余詠珊兩夫妻以權謀私，打爛他人飯碗。
無綫發出內部聲明維護，強調裁員屬公司決定，有關參與審批外判節目的員工必須申報利益，而無綫沒有將節目外判予報道所指的余詠珊旗下製作公司。余詠珊受訪時表示多謝公司還她一個清白：「如果再有毀我名譽報道，我一定會告佢！」
11月，余詠珊接受《東方新地》訪問，對裁員事件發出以下意見：「每年cut 5%人，然後請番5%新人，喺我心目中唔係裁員，而係更新。」（每年裁減5%員工，然後再聘請5%新人，在我心目中不是裁員，而是更新。）有網民反駁回應：「佢老公搵個另一個女人，都唔係同佢離婚呀，只係想更新下老婆個樣之麻。」（她的老公找另一個女人，都不是要跟她離婚呀，只是想更新老婆的樣子而已。）

### 立場親政府
於雨傘革命期間，無綫新聞有記者被反佔中人士襲擊，及後無綫員工發起網上聯署譴責暴力，要求管理層保障前線員工安全等。不過，余詠珊則出言打壓，視此舉為「反公司」，建議不除名便要受懲罰，不會獲得花紅作為懲罰，又要求有關員工盡快刪除簽名，否則將會革職。無綫電視回應查詢時表示，余詠珊對綜藝科人員未經了解就發動或參與聯署公開信的做法，表述她個人的看法。
2019年香港發生反修例運動，無綫高層余詠珊打壓支持示威者的在職藝員，多名台前幕後相繼被雪藏或不獲續約包括愛將監製李志倫，導致無綫電視形象受損。
周柏豪曾於2019年反修例事件發生後在社交網呼籲港人登記做選民，隨即被內地網民狂轟他是「港獨豪」外，紛紛發起杯葛行動。2020年12月在社交網站留言表示感激自己是中國人，其後再接受陳百祥訪問發表「孝順阿媽」言論，結果被批評。有指無綫高層余詠珊及其丈夫何哲圖深感TVB着重大灣區巿場，想盡辦法要周柏豪表忠，雖然周柏豪不願意，但余詠珊軟硬兼施之餘，他也有感之前表態對事業有所影響，無奈作出妥協。

### 曾志偉回巢遭清剿
2021年1月，一直盛傳與余詠珊不和的曾志偉以管理層身份回巢無綫，出任集團副總經理兼行政委員會特別顧問，余詠珊當時稱「我好開心他回來」，又形容對方就似「大佬」一般，同時表示志偉人脈廣，而且於內地具江湖地位，相信未來節目能夠邀請更多藝人參與。
不過事隔不足一月，2月18日無綫再公布人事調動，曾志偉正式掌管綜藝、音樂製作和節目，全面接管公司的音樂業務及所有非戲劇製作（包括自製及外購節目），盛傳與他不和的余詠珊被調職推動業務發展，不再負責綜藝節目，連帶其負責的新媒體項目myTV SUPER、big big channel及網購平台big big shop亦要拱手相讓，而其夫何哲圖更會於2月28日離任無綫附屬唱片公司星夢娛樂行政總裁一職。對於被指遭削權，她表示不想用這個方向去看待，又稱「呢幾年我都攰，講權力冇乜意義」。
2021年4月因應集團總裁李寶安透露即將退休，她其後宣布退休陪伴老公並辭任無線電視助理總經理（業務發展）於4月尾起正式離任並將會離開無線電視享受退休生活。

## 作品
- 城市故事 編審
- 都市方程式 編審
- 我愛俏冤家 編審
- 小小大丈夫 編審

## 常用演員
- 亞洲電視時期：田蕊妮、陳煒、萬綺雯
- 香港有線電視時期：黃翠如、洪永城、陸浩明、陳貝兒、衛志豪、區永權、龔嘉欣、譚凱琪、梁嘉琪、李潤庭、劉明軒、詹可琳[18]
- now TV時期：黃庭鋒[19]
- 無綫電視時期：林溥來

## 相關
- 前無綫電視人員列表